# Симмонс, Джон (художник)
Джон Симмонс (англ. John Simmons, 1823, Бристоль, Великобритания — ноябрь 1876, Бристоль, Великобритания) — британский миниатюрист, акварелист и иллюстратор, представитель викторианской сказочной живописи.

## Биография
Симмонс родился в Бристоле, большую часть жизни работал в Клифтоне. В 1860-е годы начал создавать акварели на модную в это время сказочную тему. Среди наиболее популярных литературных сюжетов, которые повлияли на формирование этого направления творчества Симмонса и вызвали у него живой интерес: пьеса Уильяма Шекспира «Сон в летнюю ночь», «Королева фей» Эдмунда Спенсера и «Похищение локона» Александра Поупа. Кроме сказочных сюжетов, он также писал портреты на протяжении 1850-х и 1860-х годов. Он был избран членом Бристольский Академии изящных искусств в 1849 году. Художник умер в ноябре 1876 года и был похоронен на кладбище Arnos Vale.
Художник известен своими иллюстрациями к пьесе Уильяма Шекспира «Сон в летнюю ночь». Он был одним из нескольких викторианских художников, которые создали популярный тогда жанр «лесной идиллии» в своих картинах на сюжеты из жизни фей. Часто эти художники относятся искусствоведами к прерафаэлитам.
В настоящее время сказочные акварели художника оцениваются на крупнейших аукционах в 31500—44000 долларов США. Значительно ниже оцениваются его акварельные портреты (2000—3000 долларов США).

## Сказочная живопись Симмонса
Симмонс наиболее известен как специалист в изображении обнажённой натуры, которую он обычно включал в фантастический пейзаж, служивший ей декоративным обрамлением, критики единодушно отмечали подчёркнутый эротизм его картин. Большинство картин Симмонса просты по композиции и обычно изображают одну или две фигуры в обрамлении из листвы (причудливых цветов или зарослей вьюнка). На картине «Сцена из „Сна в летнюю ночь“» художник изобразил события Aкта II (сцены 2). Спящие Гермия (правая часть) и Титания (слева) изображены в окружении большого количества других персонажей, что является редкостью для Симмонса.
Героиня пьесы Шекспира Титания часто является персонажем его произведений. Каталог аукциона Bonhams утверждает, что художник изображает «Королеву фей [Титанию] как стандарт викторианской женской красоты». Одной из лучших картин художника считается находящаяся в Городском музее Бристоля «Титания», созданная в 1866 году. На выставке викторианской сказочной живописи в 1997 году в Королевской академии художеств эта акварель была признана современными искусствоведами одной из наиболее интересных и совершенных работ своего времени.
Художник стирает границы между реальностью и мечтой, он создает поэтическое видение пьесы Шекспира. Bonhams цитирует Шарлотту Гир, которая отмечает параллели творчества Симмонса с ориентализмом и его сложные отношения со зрителем-вуайеристом. Картины на сказочные сюжеты дают сюрреалистический эффект от умелого использования света и реалистичных деталей, которые он использует для изображением животных и растений. Среди других картин Симмонса на сюжеты пьесы Шекспира: «Гермия и феи» (1861), «The Honey Bee Steals from the Bumble Bees», «Вечерняя звезда».
По мнению Кристофера Вуда, эксперта по викторианском изобразительному искусству, манера Симмонса оказала сильное влияние на Джозефа Ноэля Патона, Уильяма Эдварда Фроста и Уильяма Этти.

## Галерея

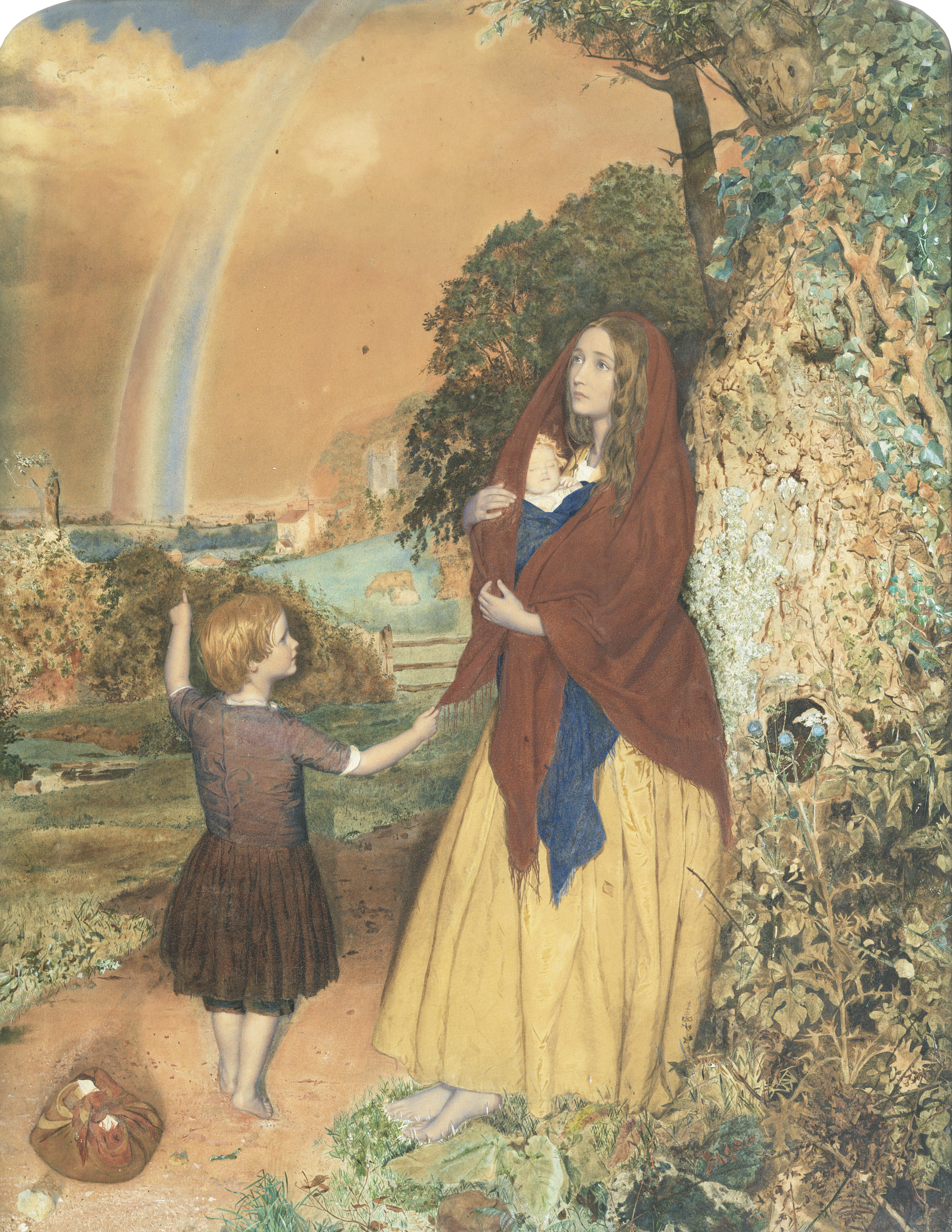
Джон Симмонс. Лучшие времена впереди, 1854
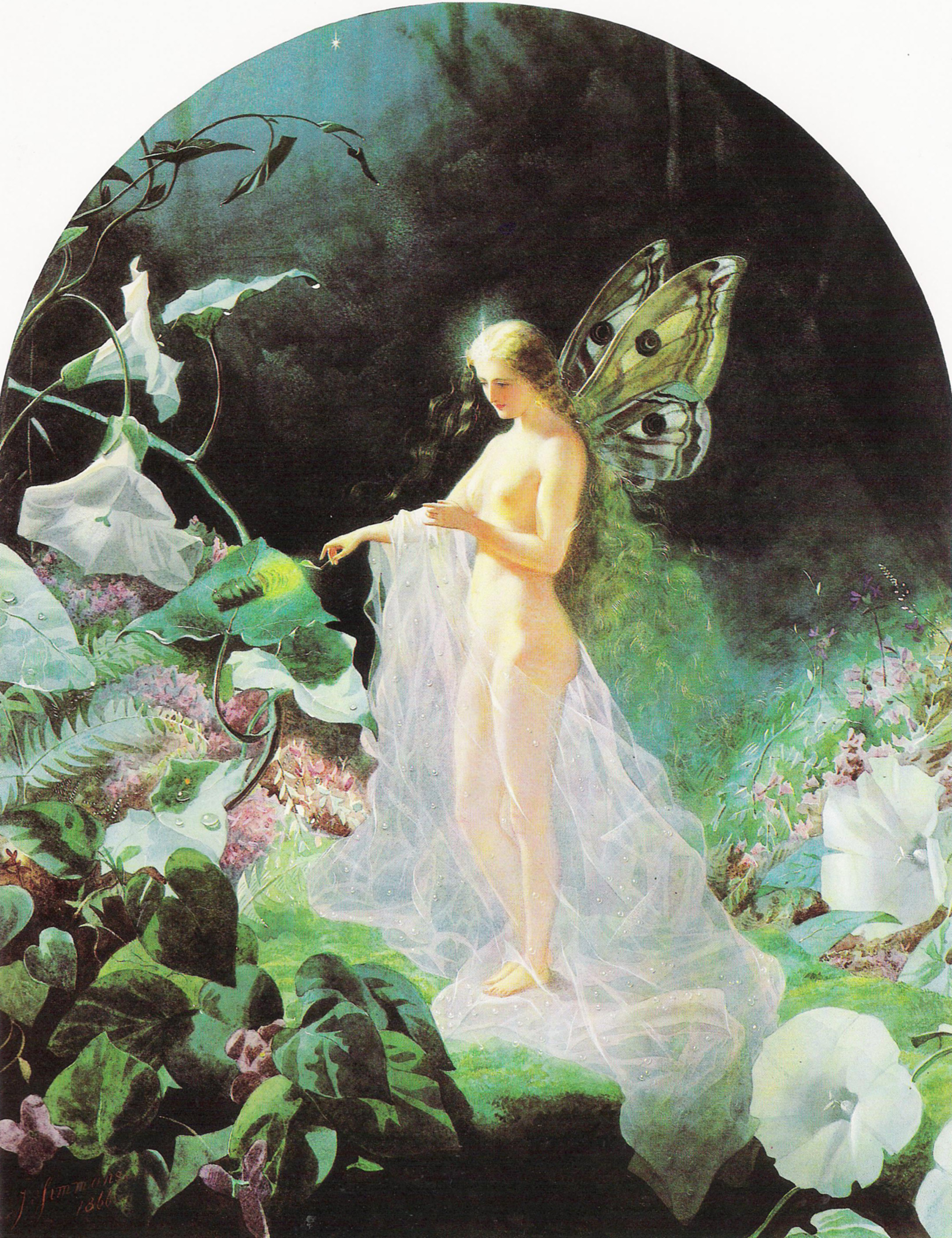
Джон Симмонс. Титания, 1866
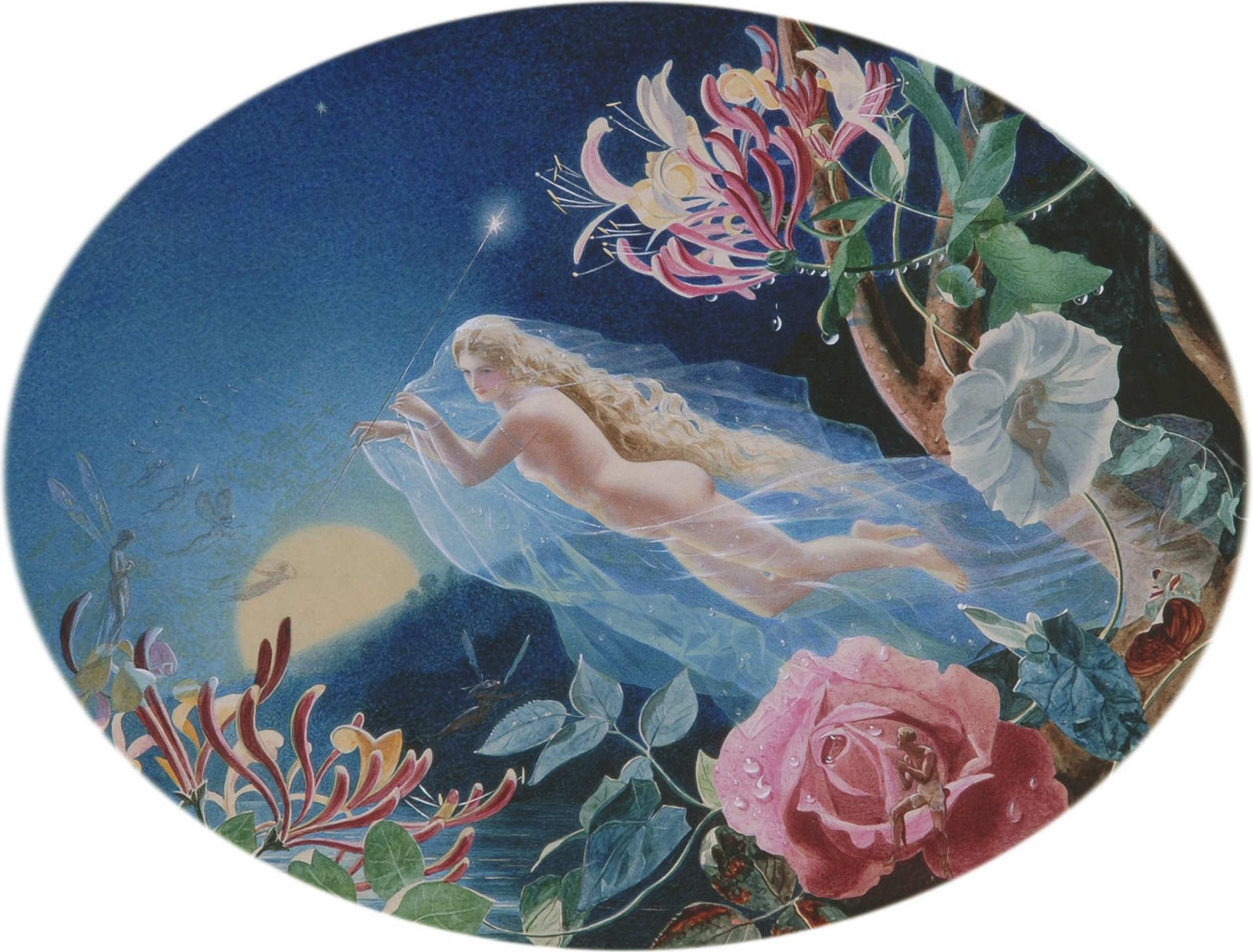
Джон Симмонс. Утренняя звезда, 1867
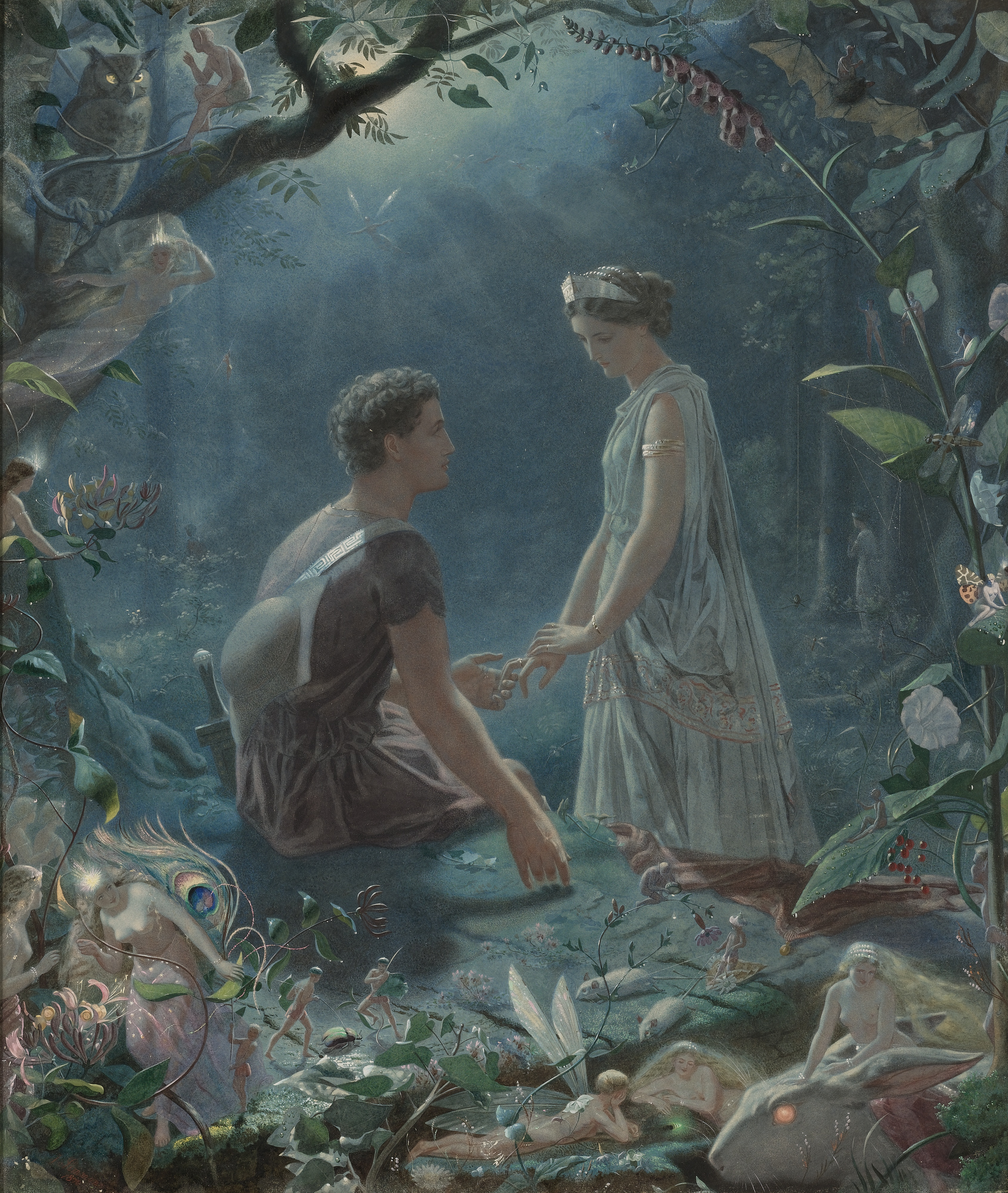
Джон Симмонс. Гермия и Лисандр, 1870
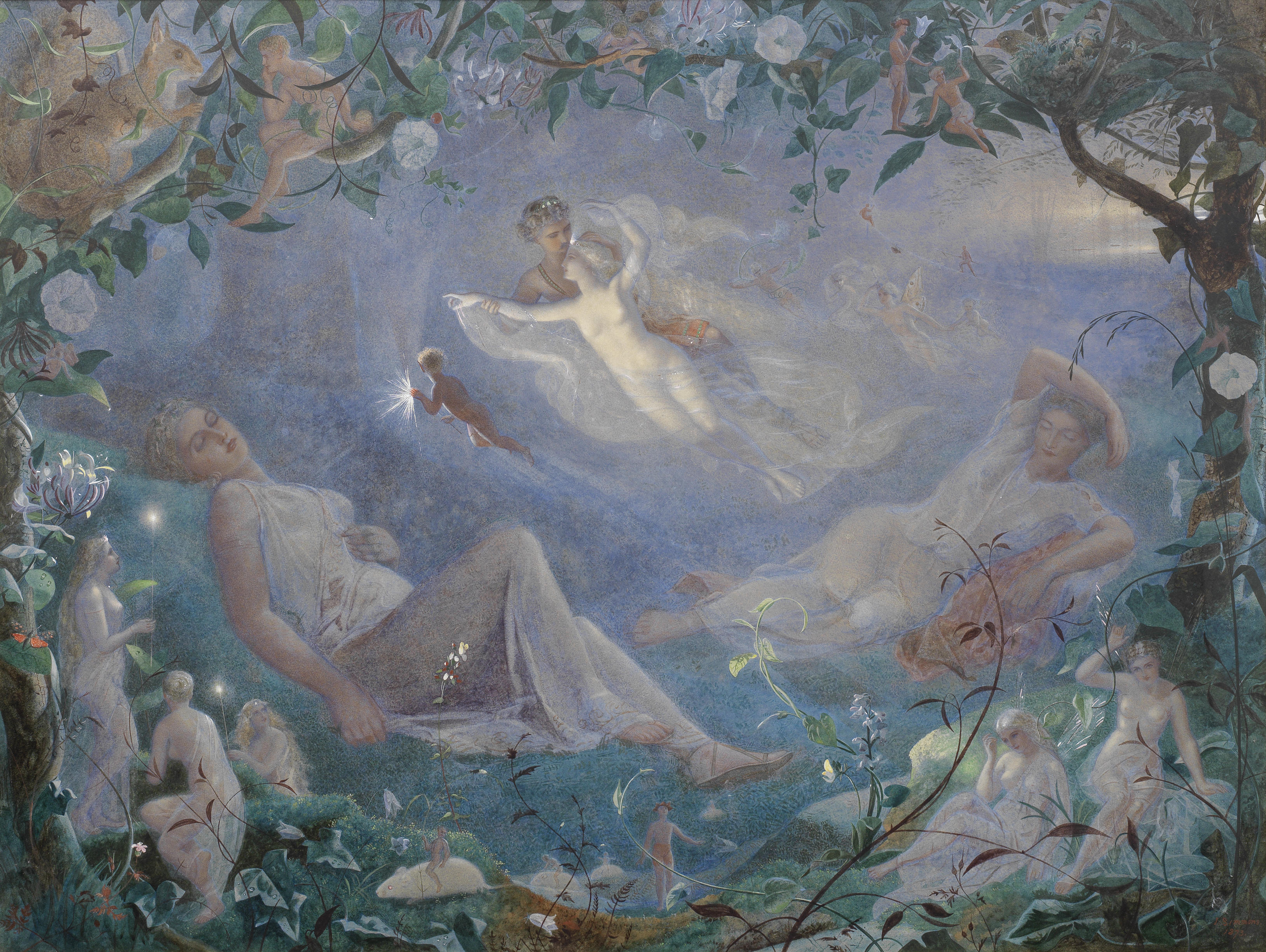
Джон Симмонс. Сцена из Сна в летнюю ночь, 1873
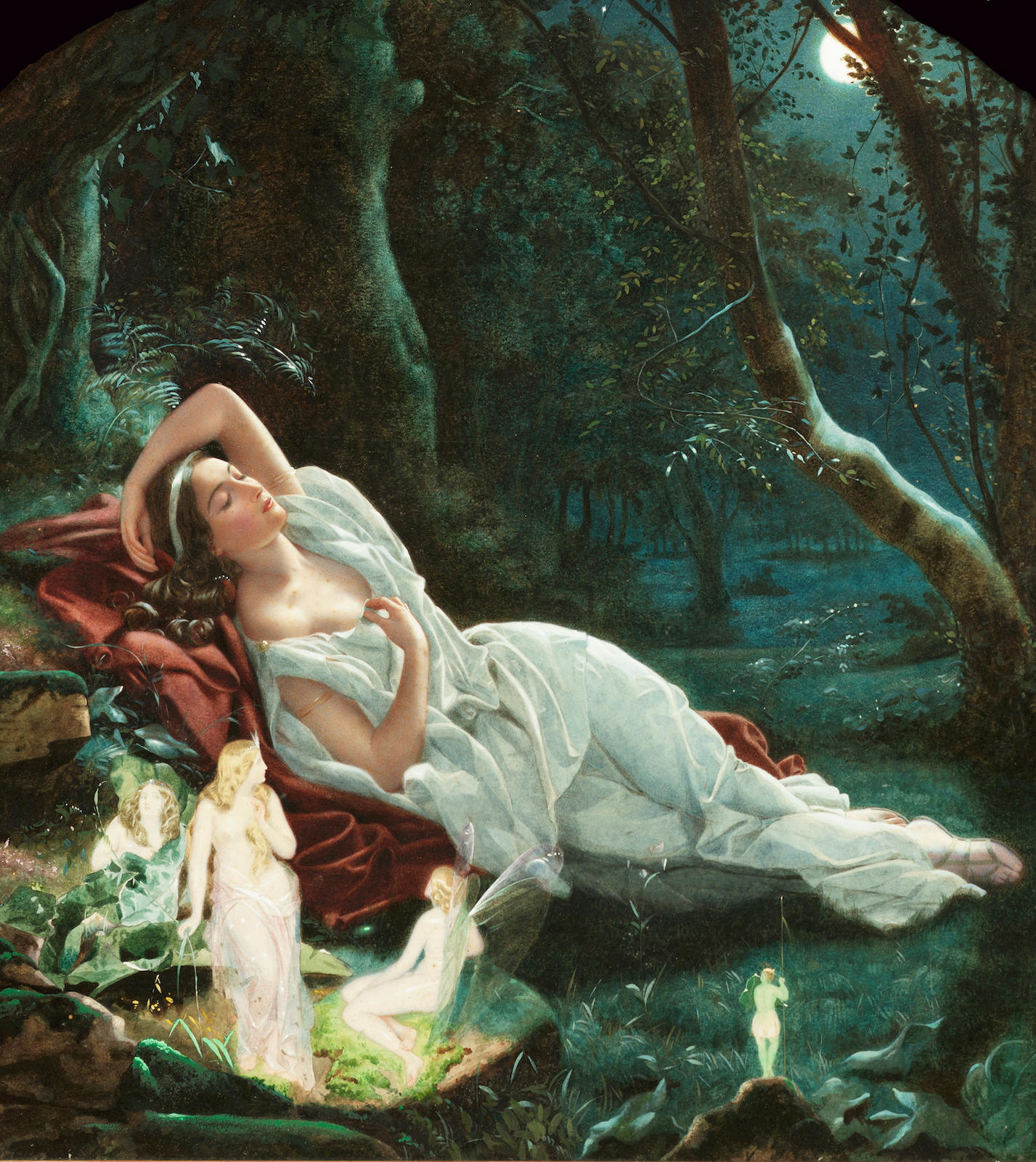
Джон Симмонс. Сон Титании в лунную ночь под защитой фей